# Kim Lamarre
Kim Lamarre (Quebec, 20 de mayo de 1988) es una deportista canadiense que compitió en esquí acrobático, especialista en la prueba de slopestyle.
Participó en dos Juegos Olímpicos de Invierno, en los años 2014 y 2018, obteniendo una medalla de bronce en Sochi 2014, en el slopestyle. Adicionalmente, consiguió una medalla de bronce en los X Games de Invierno.

## Medallero internacional
| Juegos Olímpicos | Juegos Olímpicos | Juegos Olímpicos  | Juegos Olímpicos |
| Año              | Lugar            | Medalla           | Prueba           |
| ---------------- | ---------------- | ----------------- | ---------------- |
| 2014             | Sochi (Rusia)    | Medalla de bronce | Slopestyle       |

| X Games de Invierno | X Games de Invierno    | X Games de Invierno | X Games de Invierno |
| Año                 | Lugar                  | Medalla             | Prueba              |
| ------------------- | ---------------------- | ------------------- | ------------------- |
| 2014                | Aspen (Estados Unidos) | Medalla de bronce   | Slopestyle          |